# IC 309
IC 309 est une galaxie lenticulaire située dans la constellation de Persée. Sa vitesse par rapport au fond diffus cosmologique est de 4 534 ± 12 km/s, ce qui correspond à une distance de Hubble de 66,9 ± 4,7 Mpc (∼218 millions d'al). IC 309 a été découverte par l'astronome américain Lewis Swift en 1894.
IC 309 présente une large raie HI.

## Groupe de NGC 1272
IC 309 fait partie du groupe de NGC 1272 qui comprend au moins 28 galaxies, dont les galaxies NGC 1272, NGC 1281, NGC 1293 et NGC 1334. Garcia indique aussi dans sa liste la galaxie IC 1907 qui est un doublon de NGC 1278 et il identifie celle-ci à PGC 12405. Il s'agit d'une erreur car NGC 1278 est PGC 12438 et elle est beaucoup plus éloignée que les autres galaxies du groupe de NGC 1272. Par contre, PGC 12405 appartient à ce groupe. Le groupe de NGC 1272 fait partie de l'amas de Persée.